# La Métisse (livre)
 (décembre 2016).
Si vous disposez d'ouvrages ou d'articles de référence ou si vous connaissez des sites web de qualité traitant du thème abordé ici, merci de compléter l'article en donnant les références utiles à sa vérifiabilité et en les liant à la section « Notes et références ».
Pour l’article homonyme, voir La Métisse.
La Métisse est un roman de Jacqueline Dauxois publié en 1996.

## Résumé
En 1811 à Richmond (Virginie), Frances recueille Edgar Poe, orphelin, 2 ans. Cependant, Jane adopte Kat que sa sœur, morte, a eu avec un indien, mort. Jeff, esclave de Samuel, mari de Jane, va travailler chez Charles, planteur, beau frère de Samuel. En 1814 Peter, shérif, viole Kat qui le dit à ses tuteurs et à Jeff qui s'en éprend. Peter est tué. Kat va travailler chez Edward, planteur, ancien maitre de Jeff. Le tueur de Peter est arrêté. Edward épouse Kat. Charles meurt et Samuel hérite. Kat a Rufus qui est élevé par des bûcherons. Marita, veuve de Charles a Mary avec Jeff. Marita meurt vers 1820, Jeff revient et créé un hôpital des pauvres. En 1825 Edgar va en fac. Edward limoge Kat qui va chez Jeff. Edward le tue et est arrêté. Samuel rachète Rufus aux bûcherons. Edward est libéré. Samuel et les siens vont à la plantation. Vers 1828 Eliza et Conrad prennent une plantation voisine. Frances meurt en 1829. Edgar est devenu poète. Edward meurt puis Jane. Vers 1831 Rufus devient marin. Conrad épouse Kat. Eliza rappelle son fils Ted pour diriger les 800 esclaves et 200 marins. Rufus travaille sur un négrier. Mary a Joe avec Ted. Rufus devient vendeur de tissu et a Ophelia avec Ziffra, esclave. Conrad meurt. Ziffra est pendue en 1841. Kat rachète Ophelia. Rufus l'emmène à New York où il trouve du travail. Ted meurt vers 1845. Mary est appelée « la Métisse ». En 1849 Kat est tuée en sauvant Ophelia et Edgar meurt.